# Marie-France Dubreuil
Pour les articles homonymes, voir Dubreuil.
Marie-France Dubreuil, née le 11 août 1974 à Montréal, est une patineuse artistique québécoise. Elle et son partenaire Patrice Lauzon sont les champions canadiens en danse sur glace en 2000 et de 2004 à 2007. Ils sont également double médaillés d'argent aux championnats du monde. Ils patinent ensemble depuis 1995. Le couple de danse est réputé pour la grande difficulté technique de son programme, surtout de ses portés. Après leur carrière sportive, Marie-France Dubreuil et Patrice Lauzon deviennent entraîneurs. Aujourd'hui, ils comptent dans leur groupe d'athlètes les deux couples qui ont remporté les trois derniers titres aux championnats du monde : Gabriella Papadakis et Guillaume Cizeron (2015 et 2016), ainsi que Tessa Virtue et Scott Moir (2017).

## Biographie

### Carrière sportive

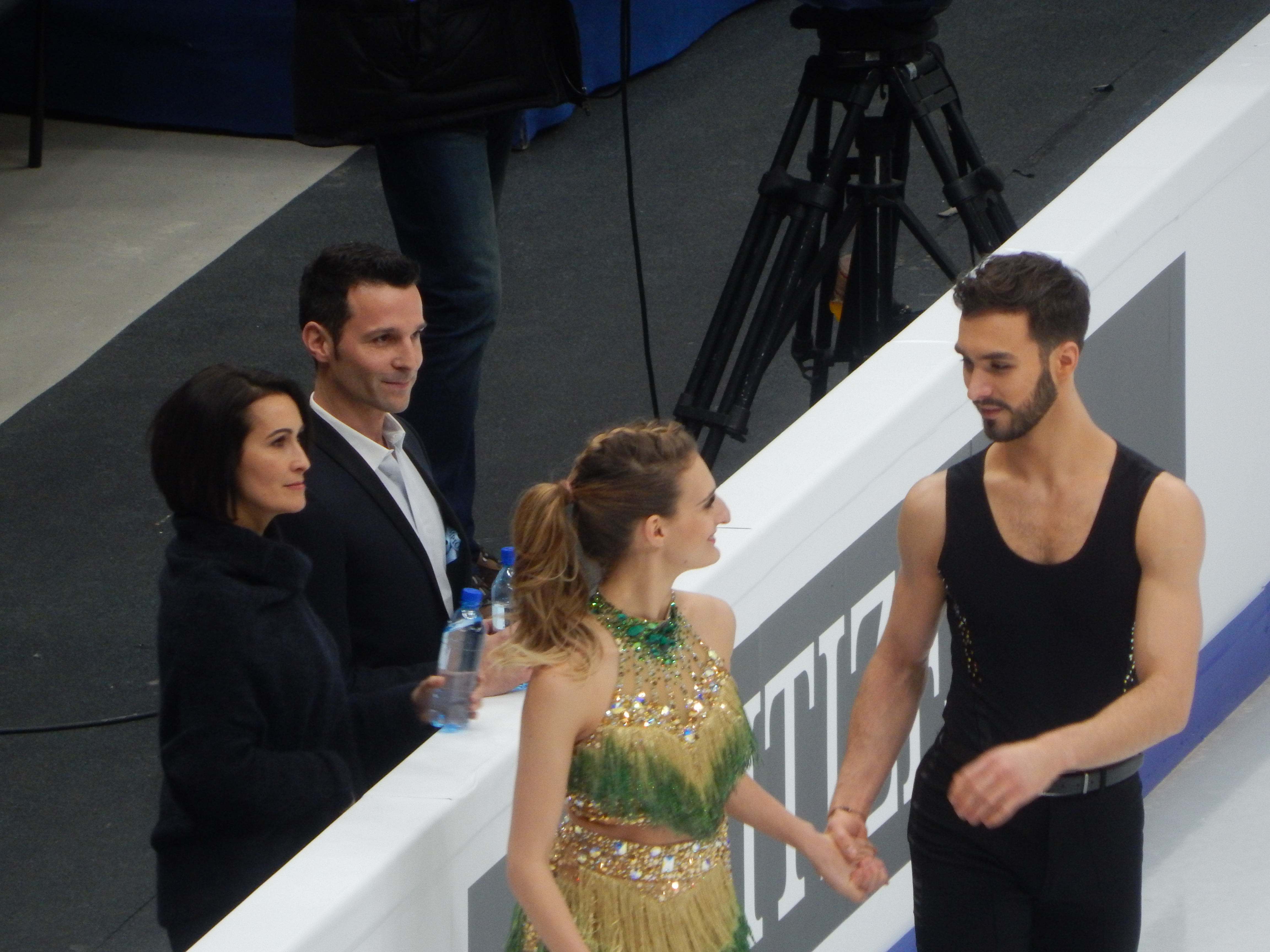
Marie-France Dubreuil (gauche) aux championnats d'Europe de Moscou en 2018.

À leurs premiers Jeux olympiques à Salt Lake City en 2002, ils patinent sur la musique de Madame Butterfly pour leur danse libre. Au commencement de leur programme, un problème au niveau du costume fait en sorte que les patineurs doivent reprendre leur routine. Ils terminent 12e au combiné.
À leur seconde participation aux Jeux olympiques d'hiver de 2006 à Turin, le couple figure sur la liste des favoris pour remporter une médaille, espoir qui disparaît lors de la danse originale, car les deux patineurs chutent sur le dernier porté, provoquant une contusion majeure à la hanche droite de Marie-France, qui l'empêche de patiner. Ils déclarent forfait avant l'épreuve de la danse libre.
Néanmoins, le couple a marqué l'histoire du patinage artistique canadien et mondial. On a parfois comparé leur style à celui du couple de danseurs Duchesnay.

### Reconversion
Le 20 mai 2008, Marie-France et Patrice annoncent leur retraite de la compétition après avoir passé une saison en sabbatique. Le couple a l'intention de se marier en août et de faire des tournées de spectacles.

## Palmarès
Avec trois  partenaires :
- Bruno Yvars (4 saisons : 1988-1992)
- Tomas Morbacher (1 saison : 1994-1995)
- Patrice Lauzon (12 saisons : 1995-2007)

| Compétition                         | 1989    | 1990    | 1991    | 1992    | ... | 1995    |  | 1996    | 1997    | 1998    | 1999    | 2000    | 2001    | 2002    | 2003    | 2004    | 2005    | 2006    | 2007    |  |
| Jeux olympiques d'hiver             |         |         |         |         |     |         |  |         |         |         |         |         |         | 12e     |         |         |         | A       |         |  |
| Championnats du monde               |         |         |         |         |     |         |  |         |         |         |         | 10e     | 11e     | 10e     | 10e     | 8e      | 7e      | 2e      | 2e      |  |
| Quatre continents                   |         |         |         |         |     |         |  |         |         |         |         | 2e      | 3e      | F       | 4e      | 2e      | F       | F       | 1re     |  |
| Championnats du Canada              |         |         |         |         |     |         |  | 6e      | 4e      | 4e      | 4e      | 1er     | 2e      | 2e      | 2e      | 1re     | 1re     | 1re     | 1re     |  |
| Championnats du monde juniors       | 5e      | 3e      | 5e      |         |     |         |  |         |         |         |         |         |         |         |         |         |         |         |         |  |
|                                     |         |         |         |         |     |         |  |         |         |         |         |         |         |         |         |         |         |         |         |  |
| Grand Prix ISU                      | 1988/89 | 1989/90 | 1990/91 | 1991/92 | ... | 1994/95 |  | 1995/96 | 1996/97 | 1997/98 | 1998/99 | 1999/00 | 2000/01 | 2001/02 | 2002/03 | 2003/04 | 2004/05 | 2005/06 | 2006/07 |  |
| Finale du Grand Prix                |         |         |         |         |     |         |  |         |         |         |         |         | 6e      | 6e      | 6e      | 6e      | 5e      | 3e      | 2e      |  |
| Skate America                       |         |         |         |         |     | 8e      |  |         |         |         |         |         |         |         |         |         |         |         |         |  |
| Skate Canada                        |         |         |         |         |     |         |  |         |         |         |         | 4e      | 3e      |         | 2e      | 3e      | 2e      | 1re     | 1re     |  |
| Coupe d'Allemagne                   |         |         |         |         |     |         |  |         |         |         | 8e      |         |         | 2e      | 4e      |         |         |         |         |  |
| Coupe de Chine                      |         |         |         |         |     |         |  |         |         |         |         |         |         |         |         |         | 3e      |         |         |  |
| Trophée de France                   |         |         |         |         |     | 8e      |  |         |         |         | 6e      |         |         |         |         | 2e      |         |         |         |  |
| Coupe de Russie                     |         |         |         |         |     |         |  |         |         | 6e      |         | 5e      | 6e      |         |         |         |         |         |         |  |
| Trophée NHK                         |         |         |         |         |     |         |  |         |         |         |         |         |         | 4e      |         |         |         | 1re     | 1re     |  |
| Légende : F = Forfait ; A = Abandon |         |         |         |         |     |         |  |         |         |         |         |         |         |         |         |         |         |         |         |  |

## Honneurs
- 2006 : Médaille de l'Assemblée nationale[4]

## Source
- Internationaux Patinage Canada - Dubreuil et Lauzon s'imposent en danse